# Einwohnerentwicklung von Wiesbaden
Dieser Artikel gibt die Einwohnerentwicklung von Wiesbaden tabellarisch und graphisch wieder.

## Einwohnerentwicklung
Die Einwohnerzahl von Wiesbaden betrug im Mittelalter und der frühen Neuzeit nur wenige hundert Personen. Sie wuchs nur langsam und ging durch die zahlreichen Kriege, Seuchen und Hungersnöte immer wieder zurück. Der Dreißigjährige Krieg (1618–1648) und eine Pestepidemie 1634/35 hatten eine verheerende Wirkung auf den Ort. 1648 lebten nur noch 80 Bürger, 13 Beisassen und ein Jude, zuzüglich ihrer Familien, in Wiesbaden.
Weitere Pestepidemien 1665 bis 1667, 1711 und 1722 dezimierten die Bevölkerung erneut. 1722 lebten wieder 1.329 Einwohner in dem Ort. Davon waren nach damaliger Aufstellung 253 Bürger (Männer), 262 Weiber (Frauen), 756 Kinder und 58 Beisassen. Zu den Kindern zählten auch nicht eingebürgerte und unverheiratete Personen mit einem Alter von mehr als 30 Jahren; eventuell in Wiesbaden lebende Beamte wurden nicht erfasst.
Mit dem Beginn der Industrialisierung im 19. Jahrhundert beschleunigte sich das Bevölkerungswachstum. Dies war durch die wirtschaftlich günstige Lage am Rhein und der Nähe zum Ruhrgebiet begünstigt. Lebten in der Stadt 1800 erst 2.239 Menschen, so waren es 1900 bereits 86.000. Im Jahre 1905 überschritt die Einwohnerzahl der Stadt Wiesbaden die Grenze von 100.000, was sie zur Großstadt machte. Durch Eingemeindungen zahlreicher Orte am 1. Oktober 1926 und 1. April 1928 stieg die Bevölkerungszahl um rund 50.000 Personen auf 153.000 Einwohner. Im Jahre 1939 lebten in Wiesbaden 170.000 Menschen.
Im Zweiten Weltkrieg blieb die Stadt von den alliierten Bombenangriffen weitgehend verschont. Im Zeitraum zwischen August 1940 und März 1945 wurden durch die Luftangriffe insgesamt 18 Prozent der Wohnungen zerstört, ungefähr 1.700 Menschen verloren ihr Leben. Der schwere Bombenangriff in der Nacht vom 2. auf 3. Februar 1945 verfehlte aufgrund der schlechten Wetterlage die geplante Wirkung. Am 28. März 1945 wurde die Stadt von US-amerikanischen Truppen besetzt.
Am 10. August 1945 wuchs Wiesbadens Bevölkerung durch die Eingliederung der rechtsrheinischen Stadtteile von Mainz (1946 = 18.266 Einwohner; 2.261,99 Hektar, 1950 = 21.407 Einwohner). 1947 überschritt die Einwohnerzahl die Grenze von 200.000. Ab den 1950er Jahren begann die Zuwanderung von Gastarbeitern und Ausländern. Die Eingemeindung zahlreicher Orte am 1. Januar 1977 brachte einen Gewinn von rund 20.000 Personen auf 270.000 Einwohner. Am 31. Dezember 2010 betrug die „Amtliche Einwohnerzahl“ nach Fortschreibung des Hessischen Statistischen Landesamtes 275.976 (nur Hauptwohnsitze und nach Abgleich mit den anderen Landesämtern).
Die folgende Übersicht zeigt die Einwohnerzahlen nach dem jeweiligen Gebietsstand. Bis 1830 handelt es sich meist um Schätzungen, danach um Volkszählungsergebnisse (¹) oder amtliche Fortschreibungen der Stadtverwaltung (bis 1969) und des Statistischen Landesamtes (ab 1970). Die Angaben beziehen sich ab 1840 auf die „Zollabrechnungsbevölkerung“, ab 1871 auf die „Ortsanwesende Bevölkerung“, ab 1925 auf die Wohnbevölkerung und seit 1987 auf die „Bevölkerung am Ort der Hauptwohnung“. Vor 1840 wurde die Einwohnerzahl nach uneinheitlichen Erhebungsverfahren ermittelt.

### Von 1524 bis 1900
(jeweiliger Gebietsstand)
| Jahr/Datum         | Einwohner |
| ------------------ | --------- |
| 1524               | 1.200     |
| 1629               | 915       |
| 1648               | 400       |
| 1699               | 730       |
| 1722               | 1.329     |
| 1800               | 2.239     |
| 1807               | 3.071     |
| 1816               | 4.608     |
| 1820               | 5.466     |
| 1830               | 8.059     |
| 3. Dezember 1840 ¹ | 11.648    |
| 3. Dezember 1843 ¹ | 12.269    |
| 3. Dezember 1849 ¹ | 13.992    |

| Datum              | Einwohner |
| ------------------ | --------- |
| 3. Dezember 1852 ¹ | 14.433    |
| 3. Dezember 1855 ¹ | 16.059    |
| 3. Dezember 1858 ¹ | 18.054    |
| 3. Dezember 1861 ¹ | 20.800    |
| 3. Dezember 1864 ¹ | 26.600    |
| 3. Dezember 1867 ¹ | 30.085    |
| 1. Dezember 1871 ¹ | 35.836    |
| 1. Dezember 1875 ¹ | 43.674    |
| 1. Dezember 1880 ¹ | 50.238    |
| 1. Dezember 1885 ¹ | 55.454    |
| 1. Dezember 1890 ¹ | 64.670    |
| 2. Dezember 1895 ¹ | 74.133    |
| 1. Dezember 1900 ¹ | 86.111    |

¹ Volkszählungsergebnis

### Von 1905 bis 1944
(jeweiliger Gebietsstand)
| Datum              | Einwohner |
| ------------------ | --------- |
| 1. Dezember 1905 ¹ | 100.953   |
| 1. Dezember 1910 ¹ | 109.002   |
| 1. Dezember 1916 ¹ | 101.506   |
| 5. Dezember 1917 ¹ | 93.609    |
| 8. Oktober 1919 ¹  | 97.566    |
| 31. Dezember 1919  | 98.222    |
| 31. Dezember 1920  | 103.065   |
| 31. Dezember 1921  | 104.658   |
| 31. Dezember 1922  | 105.962   |
| 31. Dezember 1923  | 103.226   |
| 31. Dezember 1924  | 105.067   |
| 16. Juni 1925 ¹    | 102.737   |
| 31. Dezember 1925  | 102.779   |
| 31. Dezember 1926  | 133.610   |
| 31. Dezember 1927  | 133.705   |

| Datum             | Einwohner |
| ----------------- | --------- |
| 31. Dezember 1928 | 153.712   |
| 31. Dezember 1929 | 153.617   |
| 31. Dezember 1930 | 153.259   |
| 31. Dezember 1931 | 153.137   |
| 31. Dezember 1932 | 153.218   |
| 16. Juni 1933 ¹   | 159.755   |
| 31. Dezember 1933 | 160.464   |
| 31. Dezember 1934 | 162.009   |
| 31. Dezember 1935 | 163.270   |
| 31. Dezember 1936 | 164.422   |
| 31. Dezember 1937 | 165.139   |
| 31. Dezember 1938 | 170.500   |
| 17. Mai 1939 ¹    | 170.354   |
| 31. Dezember 1940 | 171.700   |

¹ Volkszählungsergebnis

### Von 1945 bis 1989
(jeweiliger Gebietsstand)
| Datum                | Einwohner |
| -------------------- | --------- |
| 31. Dezember 1945    | 172.083   |
| 29. Oktober 1946 ¹   | 188.370   |
| 31. Dezember 1947    | 201.673   |
| 31. Dezember 1948    | 209.100   |
| 13. September 1950 ¹ | 220.741   |
| 31. Dezember 1951    | 229.230   |
| 31. Dezember 1952    | 233.579   |
| 31. Dezember 1953    | 238.657   |
| 25. September 1956 ¹ | 244.994   |
| 6. Juni 1961 ¹       | 253.280   |
| 31. Dezember 1961    | 254.442   |
| 31. Dezember 1962    | 256.719   |
| 31. Dezember 1963    | 258.675   |
| 31. Dezember 1964    | 260.610   |
| 31. Dezember 1965    | 260.331   |
| 31. Dezember 1966    | 259.580   |
| 31. Dezember 1967    | 258.536   |
| 31. Dezember 1968    | 259.471   |
| 31. Dezember 1969    | 260.828   |
| 27. Mai 1970 ¹       | 250.122   |
| 31. Dezember 1970    | 250.285   |

| Datum             | Einwohner |
| ----------------- | --------- |
| 31. Dezember 1971 | 251.969   |
| 31. Dezember 1972 | 251.840   |
| 31. Dezember 1973 | 252.457   |
| 31. Dezember 1974 | 252.017   |
| 31. Dezember 1975 | 250.592   |
| 31. Dezember 1976 | 249.199   |
| 31. Dezember 1977 | 270.298   |
| 31. Dezember 1978 | 271.436   |
| 31. Dezember 1979 | 273.267   |
| 31. Dezember 1980 | 274.464   |
| 31. Dezember 1981 | 274.449   |
| 31. Dezember 1982 | 273.703   |
| 31. Dezember 1983 | 270.444   |
| 31. Dezember 1984 | 267.467   |
| 31. Dezember 1985 | 266.623   |
| 31. Dezember 1986 | 266.542   |
| 25. Mai 1987 ¹    | 251.871   |
| 31. Dezember 1987 | 252.461   |
| 31. Dezember 1988 | 254.209   |
| 31. Dezember 1989 | 256.885   |

¹ Volkszählungsergebnis
Quelle: Stadtverwaltung (bis 1969), Hessisches Statistisches Landesamt (ab 1970)

### Ab 1990
(jeweiliger Gebietsstand)
| Datum             | Einwohner |
| ----------------- | --------- |
| 31. Dezember 1990 | 260.301   |
| 31. Dezember 1991 | 264.022   |
| 31. Dezember 1992 | 268.069   |
| 31. Dezember 1993 | 270.873   |
| 31. Dezember 1994 | 266.081   |
| 31. Dezember 1995 | 267.122   |
| 31. Dezember 1996 | 267.669   |
| 31. Dezember 1997 | 267.726   |
| 31. Dezember 1998 | 267.187   |
| 31. Dezember 1999 | 268.716   |
| 31. Dezember 2000 | 270.109   |
| 31. Dezember 2001 | 271.076   |
| 31. Dezember 2002 | 271.553   |
| 31. Dezember 2003 | 271.995   |
| 31. Dezember 2004 | 274.076   |
| 31. Dezember 2005 | 274.611   |

| Datum             | Einwohner |
| ----------------- | --------- |
| 31. Dezember 2006 | 275.562   |
| 31. Dezember 2007 | 275.849   |
| 31. Dezember 2008 | 276.742   |
| 31. Dezember 2009 | 277.493   |
| 31. Dezember 2010 | 275.976   |
| 31. Dezember 2011 | 278.919   |
| 31. Dezember 2012 | 278.641   |
| 31. Dezember 2013 | 273.871   |
| 31. Dezember 2014 | 275.116   |
| 31. Dezember 2015 | 276.218   |
| 31. Dezember 2017 | 278.654   |
| 31. Dezember 2022 | 284.787   |
| 31. Dezember 2023 | 287.241   |
| 31. Dezember 2024 | 288.850   |

¹ Volkszählungsergebnis
Quelle: Hessisches Statistisches Landesamt

## Bevölkerungsprognose
In ihrem 2006 publizierten „Wegweiser Demographischer Wandel 2020“, in dem die Bertelsmann-Stiftung Daten zur Entwicklung der Einwohnerzahl von 2.959 Kommunen in Deutschland liefert, wird für Wiesbaden ein Anstieg der Bevölkerung zwischen 2003 und 2020 um 1,3 Prozent (3.512 Personen) vorausgesagt. Hinzuweisen ist jedoch, dass nach Zensus 2011 die Einwohnerzahl Wiesbadens mit 269.121 bereits deutlich um ca. 10.000 Einwohner (./. ca. 4 %) niedriger ist als die von der Stadt angegebene Zahl von rd. 279.000. Abweichend davon prognostiziert das Bundesinstitut für Bau-, Stadt- und Raumforschung (BBSR) einen Zuwachs der Bevölkerung von 2011 bis 2025 um 5,5 %, was ca. ein Plus von 15.000 Einwohnern ausmachen würde.
Absolute Bevölkerungsentwicklung 2012–2030 – Prognose für Wiesbaden (Hauptwohnsitze):

Die reale Einwohnerentwicklung von 1990 bis 2017 (blau) im Vergleich zur nebenstehenden Prognose (rot)

| Datum | Einwohner |
| ----- | --------- |
| 2012  | 272.530   |
| 2020  | 283.500   |
| 2025  | 286.460   |
| 2030  | 287.340   |

Quelle: Bertelsmann-Stiftung

## Bevölkerungsstruktur
Die größten Gruppen der melderechtlich in Wiesbaden registrierten Ausländer kamen am 31. Dezember 2011 aus der Türkei (10.427), Italien (3.784), Polen (3.765), Griechenland (2.614), Serbien (2.094), Marokko (1.651), USA (1.296), Kroatien (1.228), Portugal (1.214) und Rumänien (1.013). Von der amtlichen Statistik als Ausländer nicht erfasst werden eingebürgerte Personen und in Deutschland geborene Kinder ausländischer Abstammung.
| Bevölkerung                 | Stand 31. Dezember 2010 |
| --------------------------- | ----------------------- |
| Einwohner mit Hauptwohnsitz | 275.976                 |
| davon männlich              | 132.695                 |
| weiblich                    | 143.281                 |
| Deutsche                    | 223.438                 |
| davon männlich              | 106.405                 |
| weiblich                    | 117.033                 |
| Ausländer                   | 52.538                  |
| davon männlich              | 26.290                  |
| weiblich                    | 26.248                  |
| Ausländeranteil in Prozent  | 19,0                    |

Quelle: Hessisches Statistisches Landesamt

## Altersstruktur

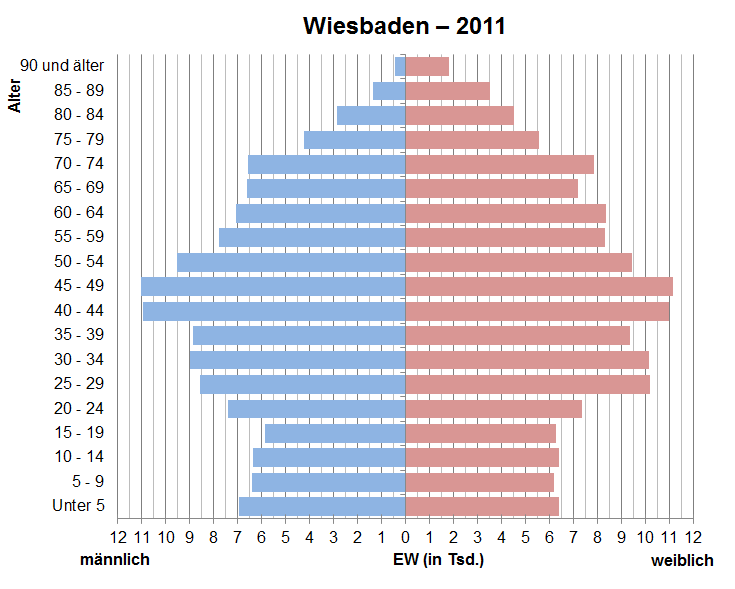
Bevölkerungspyramide für Wiesbaden (Datenquelle: Zensus 2011.)

Die folgende Übersicht zeigt die Altersstruktur vom 31. Dezember 2006 (Hauptwohnsitze).
| Alter von – bis | Einwohnerzahl | Anteil in Prozent |
| --------------- | ------------- | ----------------- |
| 0 – 5           | 15.466        | 5,6               |
| 6 – 14          | 22.760        | 8,3               |
| 15 – 17         | 7.850         | 2,9               |
| 18 – 24         | 20.433        | 7,4               |
| 25 – 29         | 19.298        | 7,0               |
| 30 – 39         | 42.716        | 15,5              |
| 40 – 49         | 44.110        | 16,0              |
| 50 – 59         | 34.190        | 12,4              |
| 60 – 64         | 15.156        | 5,5               |
| über 65         | 52.985        | 19,3              |
| Gesamt          | 274.964       | 100,0             |

Quelle: Amt für Wahlen, Statistik und Stadtforschung, Wiesbaden